# 13世纪
| 千纪： | 1千纪 \| 2千纪 \| 3千纪                                                                                              |
| 世纪： | 10世纪 \| 11世纪 \| 12世纪 \| 13世纪 \| 14世纪 \| 15世纪 \| 16世纪                                                   |
| 年代： | 1200年代 \| 1210年代 \| 1220年代 \| 1230年代 \| 1240年代 \| 1250年代 \| 1260年代 \| 1270年代 \| 1280年代 \| 1290年代 |

1201年1月1日至1300年12月31日的这一段期间被称为13世纪。
在中国13世纪是南宋、金、西夏、大理、西辽、蒙古、吐蕃等政权并存的时期，其中成吉思汗統一蒙古，建立大蒙古國，經過蒙古三次西征，東征西討，建立當時領土最遼闊國家。最後由孫兒忽必烈建立的元朝统一全中国。
在日本，镰仓幕府逐渐衰弱。朝鲜成为元朝统治下的半独立国家。
在中东，传统的伊斯兰国家遭到蒙古的进攻，阿拉伯帝国灭亡，奥斯曼帝国立国。
在西欧13世纪是中世纪中期。十字军屡次东侵。天主教会在与世俗贵族之间的权利斗争中赢得上手。
在东欧，斯拉夫人受到蒙古的压制，成为金帐汗国的臣民。拜占庭帝国遭到十字军攻击，分裂且衰弱。
在非洲，东北部的埃及阿尤布王朝鼎盛，屡次击败十字军。西非马里帝国兴起。东非斯瓦西里文明进入全盛时期。
在中美洲玛雅奇琴伊察达到了鼎盛时期。

## 重要事件、发展与成就
- 科学技术

在欧洲13世纪是一个思想很活跃的时代：大阿尔伯特对大自然做了许多观察和研究，他将亚里士多德的思想引入欧洲。他的学生托马斯·阿奎那将巴黎大学变成了当时欧洲的思想中心。
- 战争与政治
  - 十字军第四次至第八次东侵。
  - 成吉思汗建国，西征至东欧。
  - 瑞士建国。
  - 1275年——马可波罗抵达元大都。
  - 1279年——忽必烈灭南宋。

- 天灾人祸
  - 蒙古帝国大屠杀：这场屠杀空前绝后，已载入吉尼斯世界记录。1122年—1274年，在蒙古帝国屠杀下，中国直接死于屠杀的有6700万，连同中亚、西亚和东欧共死亡约2亿人。1122年中国人口9347万，到元初1274年，人口887万。损失率高达91%。[1]
  - 林贾尼火山大爆发：1257年，印尼龙目岛的林贾尼火山发生一次大规模的火山爆发，导致全球性的气候寒冷与作物欠收。
  - 圣卢西亚洪水：1287年12月14日，即圣卢西亚节隔天发生的一个暴潮。洪水侵袭了尼德兰和北德国，造成约50000到80000人死亡。[2]
  - 1290年直隶地震，1290年9月27日，中国内蒙古宁城县发生6.8级地震，据《元史·赵孟𫖯传》记载，约10万人遇难[3]。

- 文化娱乐
  - 尼伯龙根之歌写成

- 社會與經濟
  - 1241年漢薩同盟成立

- 疾病与医学

- 环境与自然资源

- 宗教與哲學